# آلن دافی (بازیکن فوتبال)
آلن دافی (انگلیسی: Alan Duffy؛ زادهٔ ۲۰ دسامبر ۱۹۴۹) بازیکن فوتبال اهل بریتانیا است.
از باشگاه‌هایی که در آن بازی کرده‌است می‌توان به باشگاه فوتبال نیوکاسل یونایتد، باشگاه فوتبال برایتون اند هوو آلبیون، باشگاه فوتبال ترانمره راورز، و باشگاه فوتبال دارلینگتون اشاره کرد.